# Gentianella serotina
Gentianella serotina är en gentianaväxtart som först beskrevs av Leonard C. Cockayne, och fick sitt nu gällande namn av T.N. Ho och S.W. Liu. Gentianella serotina ingår i släktet gentianellor, och familjen gentianaväxter. Inga underarter finns listade i Catalogue of Life.